# Mungyeong
Mungyeong (hangul 문경시, hanja 聞慶市) är en stad i den sydkoreanska provinsen Norra Gyeongsang. Folkmängden var72 067 vid slutet av 2020.
Mungyeong stod värd för Military World Games år 2015.
Kommunens centralort, Jeomchon-dong, består av fem administrativa stadsdelar: Jeomchon 1-dong, Jeomchon 2-dong, Jeomchon 3-dong, Jeomchon 4-dong och Jeomchon 5-dong.
I övrigt består kommunen av två köpingar (eup) och sju socknar (myeon): 
Dongno-myeon,
Gaeun-eup,
Hogye-myeon,
Maseong-myeon,
Mungyeong-eup,
Nongam-myeon,
Sanbuk-myeon,
Sanyang-myeon och
Yeongsun-myeon.